# Orestes (general)
Flávio Orestes (em latim: Flavius Orestes) foi um general que dominou de fato o Império Romano do Ocidente de 475 a 476 e morreu em 28 de agosto de 476. Era de origem bárbara, nascido na Panônia.
Depois que a Panônia foi cedida a Átila, Orestes juntou-se à corte, alcançando alta posição como secretário (notário) em 449 e 452. Em 449, Orestes foi duas vezes enviado a Constantinopla como enviado ao imperador Valentiniano III.
Em 475, Orestes foi nomeado mestre dos soldados (magister militum) e patrício pelo imperador Júlio Nepos e designado comandante do exército romano na Gália, talvez para distanciá-lo da Itália.
Em 28 de agosto de 475, Orestes, à frente dos federados, conseguiu tomar o controle do governo em Ravena, que havia sido capital do Império Romano do Ocidente desde 402. Júlio Nepos fugiu sem lutar para a Dalmácia, onde continuou a reinar até seu assassinato em 480. Com o imperador longe, Orestes elevou seu filho Rômulo a imperador (Augusto), de maneira que o último imperador é conhecido como Rômulo Augusto.

## Curto reinado
A nova administração não foi reconhecida pelo Imperador Romano do Oriente Zenão, que ainda considerava Júlio Nepos como seu legítimo parceiro na administração do Império. Mas como eles estavam engajados em uma guerra civil um contra o outro, nenhum se opôs a Orestes em batalha.
Orestes ficou livre para emitir novos soldos nas oficinas de Arles, Milão, Ravena e Roma, habilitando-o a pagar os mercenários bárbaros que constituíam grande parte do exército romano.
Porém Orestes negou as demandas de mercenários hérulos, sírios e rúgios que queriam terras na Itália. Estes mercenários revoltaram-se sob as ordens de Odoacro, declarado seu rei em 23 de agosto de 476. Odoacro então os liderou contra seu ex-empregador. Atacaram e saquearam Ticino (atual Pavia), capturaram Orestes próximo a Placência em 28 de agosto e então assassinado. Em poucas semanas, Ravena foi capturada e Rômulo Augusto deposto, no evento que tradicionalmente é considerado a queda do Império Romano.